# Anton Corbijn
Anton Corbijn, właśc. Anton Johannes Gerrit Corbijn van Willenswaard (ur. 20 maja 1955 w Strijen) – holenderski fotograf, reżyser filmów fabularnych i wideoklipów muzycznych.

## Życiorys
Reżyserował m.in. teledyski Depeche Mode Personal Jesus z 1989 i Heart-Shaped Box Nirvany z 1993. W 2007 roku wyreżyserował brytyjski film biograficzny o wokaliście zespołu Joy Division Ianie Curtisie pt. Control. Właśnie pod wpływem grupy Joy Division i rozwijającego się gatunku post-punk Corbijn przeprowadził się w latach 70. z Holandii do Londynu.
Corbijn unika nowoczesnej, pełnej przepychu techniki fotograficznej, preferując raczej bardziej surowy styl i często czarno-białą kolorystykę.

## Współpraca i twórczość
Captain Beefheart
- Film Some Yoyo Stuff. An Observation of the Observations od Don Van Vliet (1993) – reżyseria, zdjęcia, kamera

Dave Gahan
- zdjęcia wokalisty do wielu gazet i magazynów

Depeche Mode
- Black Celebration (teledysk "Question of time")
- Music for the Masses (teledyski "Strangelove", "Never Let Me Down Again", "Behind the Wheel")
- Violator (teledyski "Personal Jesus", "Enjoy the Silence", "Policy of Truth", "Halo", "World in My Eyes", "Clean")
- Songs of Faith and Devotion (teledyski "I Feel You", "Walking in My Shoes", "Condemnation", "In Your Room")
- Songs of Faith and Devotion Live
- Ultra (teledyski "Barrel of a Gun", "It’s No Good" - w teledysku Corbijn pojawił się jako konferansjer zapowiadający zespół, "Useless")
- The Singles 81>98
- The Singles 86>98
- Strange (kompilacja czarno-białych teledysków Depeche Mode z lat 1986–1987, jedyne oficjalne źródło dodatkowego klipu do zasadniczo instrumentalnego Pimpf)
- Strange Too (kompilacja teledysków Depeche Mode z okresu "Violatora", dodatkowo teledyski do utworów "Halo" i "Clean", które miały być umieszczone na piątym singlu dziewiątego longplaya)
- One Night in Paris
- One Night in Paris (DVD)
- Devotional
- Playing the Angel (teledysk do Suffer Well)
- zdjęcia grupy do wielu gazet i magazynów (słynna pierwsza fotografia z numeru New Musical Express z rozmazanym Dave’em Gahanem z frontu)

Coldplay
- Teledysk "Viva La Vida" - reżyseria

Glenn Danzig
Henry Rollins
- Teledysk "Liar"

Johnny Depp
Johnny Cash
- Delia's Gone (1994)

Joy Division
- Teledysk "Atmosphere" - reżyseria

Kim Wilde
- Okładki do singli: View from the Bridge, Child come away

Kylie Minogue
Martin Lee Gore
- Counterfeit²

Nirvana
- Teledysk "Heart Shaped Box"

Metallica
- Teledyski: "Mama Said", "Hero of the Day" - reżyseria

Mercury Rev
- Teledyski: "Goddess on a Hiway", "Opus 40" - reżyseria

Nick Cave and the Bad Seeds
- Teledysk "Straight To You"
- Zdjęcia promocyjne

Per Gessle
- Teledysk "En Handig Man"

Roxette
- Teledysk "Stars" (1999)
- Teledysk "Salvation" (1999)
- Teledysk "One Wish" (2006)

The Killers
- "All These Things That I've Done"

Tom Waits
Travis
- Teledysk "Re-Offender"

U2
- Teledyski: "Electrical Storm", "One" - reżyseria
- Film "Linear" jako dodatek do No Line on The Horizon Deluxe Edition

Wilco

## Filmografia
| Rok  | Tytuł                                                                      |
| ---- | -------------------------------------------------------------------------- |
| 1994 | Don Van Vliet: Some YoYo Stuff (krótkometrażowy film dokumentalny TV)      |
| 2007 | Control                                                                    |
| 2007 | Małe jest wielkie (film dokumentalny) odc. 51 – Anton Corbijn, TVP Kultura |
| 2010 | Amerykanin                                                                 |
| 2014 | Bardzo poszukiwany człowiek                                                |
| 2019 | Spirits in the Forest (film dokumentalny)                                  |